# Daniel Franzen
Daniel Franzen, né le 29 janvier 1983 à Eupen est un homme politique belge germanophone, membre du Christlich Soziale Partei. Depuis décembre 2018, Daniel Franzen est bourgmestre de la commune de Bütgenbach.
Il est bachelier en construction (HERS, Verviers, 2001); agréé (AHS Eupen, 2006); dessinateur en architecture (2004-08); enseignant du secondaire (Bullange, 2007-).

## Fonctions politiques
- 2012-2014 : conseiller provincial de la province de Liège
  - conseiller du parlement germanophone
- 2012-     : échevin à Bütgenbach
- 2014-     : membre du parlement de la Communauté germanophone de Belgique.